# Lettera ai Colossesi
La Lettera ai Colossesi è uno dei testi del Nuovo Testamento; secondo la tradizione cristiana fu scritta da Paolo di Tarso a Roma durante la sua prima prigionia, probabilmente nell'estate dell'anno 62. L'attribuzione è oggi dibattuta, con la maggioranza degli studiosi che ritiene l'opera composta da un autore diverso da Paolo, ma comunque molto antica, composta tra il 50 e l'80.
L'impianto consiste di due parti: una dottrinale e una pratica. Il primo capitolo contiene i saluti di Paolo ai Colossesi. I successivi due capitoli sono dottrinali e contengono dichiarazioni sul ruolo redentore di Gesù Cristo, il pericolo del culto falso e l'importanza della risurrezione. L'ultimo capitolo insegna che i "santi" devono dare prova di saggezza in tutto e chiude la lettera con formule di saluto.

## Composizione

### Autore
La lettera è tradizionalmente attribuita a Paolo, ma dal XIX secolo il tema è oggetto di discussione e trova ancora oggi gli studiosi divisi. Brown, nel 1997, ha stimato che il 60% degli studiosi moderni ritiene la lettera pseudoepigrafa, cioè composta da un autore diverso da Paolo,, ma comunque molto antica, composta tra il 50 e l'80.. Studi più recenti rilevano comunque la mancanza di consenso tra gli studiosi, anche in ragione della rivalutazione del ruolo dei segretari e collaboratori di Paolo nella stesura dei suoi testi. Altri studi recenti confermano, invece, l'esistenza di una maggioranza di studiosi che sostiene la pseudoepigrafia della lettera e "la maggior parte degli studiosi ritiene  [che le lettere Colossesi, Efesini e Seconda Tessalonicesi] siano state scritte da un secondo Paolo, un autore o, meglio, tre autori posteriori a Paolo e profondamente influenzati dai suoi insegnamenti".
Le argomentazioni contro l'attribuzione a Paolo della lettera riguardano il vocabolario e lo stile, l'assenza di concetti paolini e la presenza di idee non presenti in lettere precedenti, la teologia, la disputa con i falsi maestri e la situazione, e gli studiosi del cattolico "Nuovo Grande Commentario Biblico" rilevano come "il valore probante delle molte differenze emergenti dal paragone con le lettere paoline indiscusse ha convinto molti moderni esegeti che Paolo non abbia scritto Col". Per spiegare le tematiche riconducibili a Paolo comunque presenti nella lettera si è anche ipotizzato che il testo originario fosse più breve e che sia stato successivamente ampliato da un collaboratore dell'apostolo, forse Onesimo. Secondo molti autori, nella redazione della lettera ha un ruolo molto importante Timoteo: ci sono elementi per sostenere infatti che quest'ultimo è citato nella lettera non solo in forma di cortesia, ma in qualità di coautore dello scritto. Secondo Eduard Schweizer, Paolo avrebbe quindi approvato l'opera e vi avrebbe contribuito con alcune integrazioni personali e la sua firma.
Diversi studiosi, comunque, sostengono la piena autenticità della tradizionale attribuzione paolina di Colossesi. Le ragioni sono la verosimiglianza delle relazioni tra autore e destinatari della lettera, il riferimento in alcuni passaggi (come 3,18-4,1) ad una situazione meno evoluta e più adatta agli inizi del pensiero paolino, l'uso di alcune formule, il fatto che la lettera fosse originariamente destinata ai Laodicesi (4,16a), ma spedita a Colossi, città di Onesimo. Lo stesso stile della lettera, in passato criticato, a un'analisi più sofisticata risulterebbe infine coerente con quello delle lettere indiscutibilmente paoline; questa analisi è stata però considerata non conclusiva da altri studiosi.

### Lingua e stile
La lettera è scritta in greco. Lo stile è solenne, con frasi giustapposte o subordinate. Spesso nello scritto vengono ripetuti termini sinonimi disposti in serie e creando affinità fonetiche in modo da ottenere un effetto di paronomasia.

### Data e luogo di composizione
Se ci si attiene all'attribuzione paolina, l'apostolo avrebbe scritto questa lettera a Roma intorno all'estate 62, cioè verso la metà della sua prima cattività romana. La lettera è parte del cosiddetto gruppo di "lettere dalla prigionia", in quanto l'autore afferma di trovarsi in carcere.
La stesura farebbe seguito alla visita di Epafra, uomo pio della Chiesa di Colossi (Col.1,7-8), che avrebbe riferito a Paolo che i Colossesi stavano cadendo in un grave errore: si ritenevano migliori degli altri perché osservavano più regole, anche esterne, (Col.2,16), si imponevano alcune mortificazioni e veneravano gli angeli (Col.2,18). Avevano dunque l'impressione di essere più santi e più saggi degli altri membri della chiesa. Nella sua epistola, Paolo li riprende insegnando che la redenzione è possibile soltanto con Cristo e che si dà prova di saggezza servendolo.

### Destinatari
La lettera è indirizzata alla comunità cristiana di Colossi, che non era stata fondata da Paolo ed era probabilmente costituita principalmente da gentili.
Il recapito della lettera fu affidato da Paolo a Tichico e ad Onesimo (Col.4,7-9). Tichico doveva anche, nel corso di questa stessa spedizione, consegnare l'epistola destinata agli Efesini (Cf. Ef.6,21). Quanto allo schiavo Onesimo, doveva, su ordine di Paolo, tornare dal suo padrone Filemone e consegnargli la lettera che l'apostolo aveva scritto proprio per lui (Cf Fm.1,12; 1,21).
Anche se l'apostolo Paolo non conosce personalmente i Colossesi, né essi lo "hanno mai visto di persona" (cfr. Col.1,4 e 2,1), la sua evangelizzazione a Efeso ha portato frutti anche qui, poiché probabilmente le Chiese di Colossi, Laodicea e Ierapoli furono fondate dai cristiani efesini.
Come osservato, la maggior parte dei cristiani della chiesa colossese derivava dal paganesimo (Col.1,21; 1,27; 2,13. La comunità cresceva normalmente (Col.1,6) e rimaneva ferma nella fede (Col.2,5-7), ma era anche minacciata dal pericolo di ricadere nel paganesimo (Col.3,5-11) o di lasciarsi sedurre da correnti eretiche (Col.2,8-23).

#### La città di Colossi
Oggi in rovina, la città di Colossi è situata in Frigia, nell'odierna Turchia, sulle rive del fiume Lico (un affluente del Meandro). Questo sito era un punto strategico della strada che conduceva da Efeso (che sorge circa 200 km a ovest) e le province orientali. Colossi era dunque una città ricca, particolarmente grande, importante e popolosa. In questa regione, gli Ebrei erano molto numerosi, e si dedicavano soprattutto alla pastorizia, alla tintura della lana ed al commercio. Già in declino al tempo in cui Paolo scrisse la lettera ai suoi abitanti, non seppe risollevarsi in seguito al grande terremoto dell'anno 60, che coinvolse anche Laodicea.
La sua posizione strategica nelle grandi vie di passaggio fece sì che i Colossesi venissero a contatto con diversi movimenti intellettuali e religiosi dell'epoca: a Colossi potevano fiorire le credenze ed i riti della mitologia greca e di quella romana, i culti misterici, l'ebraismo, lo zoroastrismo, ed altri ancora. In questo clima, erano comuni i sincretismi e le inclinazioni agli eccessi mistici ed orgiastici, ed i cristiani della giovane chiesa cittadina avevano bisogno di essere messi in guardia sui costumi pagani dei loro concittadini.

## Struttura e contenuto
Come la maggior parte delle lettere paoline, questa può essere divisa in due parti. In particolare, nella Lettera ai Colossesi la prima parte ha carattere dottrinale e propone una riflessione sul mistero di Cristo e della Chiesa, la seconda riguarda invece il comportamento del cristiano.
La lettera sostiene, rispetto al diffondersi di correnti filosofiche (forse il neopitagorismo) con tratti di sacralità, che è solo in Gesù crocifisso e risorto che trovano conciliazione gli elementi in lotta nel mondo e si realizza la libertà dell'uomo.
Si riprende inoltre l'insegnamento, già presente nella Lettera ai Galati, relativo al superamento delle differenze: "Qui non c'è più Greco o Giudeo, circoncisione o incirconcisione, barbaro o Scita, schiavo o libero, ma Cristo è tutto in tutti" (3,11). Rispetto al precedente scritto, vengono qui poste anche alcune limitazioni.
Nella lettera Paolo si esprime contro le dottrine del misticismo e dell'ascetismo.

### Prima parte
La parte dottrinale comprende i primi due capitoli, e il suo tema principale è sviluppato nel secondo capitolo. Paolo mette in guardia i colossesi dal non essere sviati da Colui nel quale risiede la pienezza e che è capo di ogni potere spirituale. Cristo è il capo del corpo cui fanno parte i destinatari della lettera, la Chiesa; e se dunque essi sono davvero uniti a Lui, di cos'altro necessitano?
Paolo poteva vedere che la comunità di Colossi era cresciuta spiritualmente, grazie al suo amore per i "santi" (Col.1,4; 1,8) era necessario ora che crescesse in sapienza e conoscenza, perché il suo amore, non solo sentimentale, potesse così dare frutti (Col.1,9-11). Segue quindi un inno cristologico (Col.1,15-20) nel quale l'autore ripropone un inno probabilmente più antico, già circolante in precedenza a Colossi.

### Seconda parte
La parte pratica della lettera (capitoli 3-4) dà spazio alle esortazioni che naturalmente fluiscono dalle dottrine prima esposte. I Colossesi sono chiamati a rivolgere l'attenzione e ricercare le "cose di lassù" (Col.3,1-4), a mortificare ogni cattivo principio della loro natura e a spogliarsi dell'uomo vecchio per rivestirsi del nuovo (Col.3,5-14). In questa nuova ottica, anche i vincoli ed i doveri acquistano una nuova prospettiva nella vita cristiana: insomma, "qualunque cosa facciate, fatela di cuore come per il Signore e non per gli uomini" (Col.3,23).
Dopo saluti amichevoli (Col.4,10-14), Paolo raccomanda ai colossesi che facciano leggere la lettera alla chiesa di Laodicea, e che nel contempo leggano quella che egli aveva indirizzato là qualche tempo prima. L'apostolo chiude la breve ma densa epistola con un saluto autografo.

## Uso liturgico
Nel rito cattolico brani della lettera sono letti in occasione della Pasqua e delle feste di Cristo Re e della Santa Famiglia, oltre che in letture domenicali del tempo ordinario. Alcuni passi sono inoltre utilizzati nel lezionario del Matrimonio e dell'Unzione degli Infermi.

### Riferimenti
1. 1 2  V.P. Furnish, "Colossians, Epistle to the", in Anchor Bible Dictionary, volume 1, pp. 1090-1096. Bart Ehrman, Sotto falso nome, verità e menzogna nella letteratura cristiana antica, Carrocci editore, 2012, ISBN 978-88-430-6627-8.
2. 1 2  Raymond Edward Brown, An Introduction to the New Testament (New York: Doubleday, 1997), p. 610: «Al presente il 60% circa degli studiosi sostengono che Paolo non scrisse la lettera».
3. 1 2 3  John Muddiman, John Barton, "The Pauline Epistles", "The Oxford Bible Commentary", 2010
4. ↑  Outi Leppä, The Making of Colossians: A Study on the Formation and Purpose of a Deutero-Pauline Letter, 2005, pp. 10-11.
5. ↑  Bart Ehrman, Il Nuovo Testamento, Carocci Editore, 2015, pp. 281, 402-405, ISBN 978-88-430-7821-9.
6. ↑  Norman Perrin, The New Testament: An Introduction, pp. 121-123; Raymond Brown, An Introduction, pp. 610-615; Udo Schnelle, The History and Theology, pp. 282-288.
7. ↑  Raymond E. Brown, Joseph A. Fitzmyer, Roland E. Murphy, Nuovo Grande Commentario Biblico, Queriniana, 2002, pp. 1148-1149, 1151, 1155, ISBN 88-399-0054-3.
8. 1 2 3  Frederick Fyvie Bruce, The Epistles to the Colossians, to Philemon, and to the Ephesians, 1984.
9. ↑  Su questo tema, vedi gli approfondimenti proposti in Charles H. Talbert, Ephesians and Colossians, 2007.
10. ↑   Col 3,18-4,1, su La Parola - La Sacra Bibbia in italiano in Internet.
11. ↑   Col 4,16a, su La Parola - La Sacra Bibbia in italiano in Internet.
12. ↑  Werner Georg Kummel, Introduction to the New Testament, pp. 342-345.
13. ↑  The Blackwell Companion to The New Testament, John Wiley & Sons, 2010, pp. 489-490.
14. ↑  Rinaldo Fabris, Paolo: l'apostolo delle genti, 1997.
15. 1 2  Giuseppe Pulcinelli, L'apostolo Paolo, 2008.
16. ↑   Col 1,7-8, su La Parola - La Sacra Bibbia in italiano in Internet.
17. ↑   Col 2,16, su La Parola - La Sacra Bibbia in italiano in Internet.
18. ↑   Col 2,18, su La Parola - La Sacra Bibbia in italiano in Internet.
19. ↑  William Barclay, The letters to the Philippians, Colossians, and Thessalonians, 1975.
20. ↑   Col 4,7-9, su La Parola - La Sacra Bibbia in italiano in Internet.
21. ↑   Ef. 6,21, su La Parola - La Sacra Bibbia in italiano in Internet.
22. ↑   Fm 1,12, su La Parola - La Sacra Bibbia in italiano in Internet.
23. ↑   Fm 1,21, su La Parola - La Sacra Bibbia in italiano in Internet.
24. ↑   Col 1,4, su La Parola - La Sacra Bibbia in italiano in Internet.
25. ↑   Col 2,1, su La Parola - La Sacra Bibbia in italiano in Internet.
26. ↑   Col 1,21, su La Parola - La Sacra Bibbia in italiano in Internet.
27. ↑   Col 1,27, su La Parola - La Sacra Bibbia in italiano in Internet.
28. ↑   Col 2,13, su La Parola - La Sacra Bibbia in italiano in Internet.
29. ↑   Col 1,6, su La Parola - La Sacra Bibbia in italiano in Internet.
30. ↑   Col 2,5-7, su La Parola - La Sacra Bibbia in italiano in Internet.
31. ↑   Col 3,5-11, su La Parola - La Sacra Bibbia in italiano in Internet.
32. ↑   Col 2,8-23, su La Parola - La Sacra Bibbia in italiano in Internet.
33. 1 2  Gerd Theissen, Il Nuovo Testamento, 2002.
34. ↑   Col 3,11, su La Parola - La Sacra Bibbia in italiano in Internet.
35. ↑   Col 1,4, su La Parola - La Sacra Bibbia in italiano in Internet.
36. ↑   Col 1,8, su La Parola - La Sacra Bibbia in italiano in Internet.
37. ↑   Col 1,9-11, su La Parola - La Sacra Bibbia in italiano in Internet.
38. ↑   Col 1,15-20, su La Parola - La Sacra Bibbia in italiano in Internet.
39. ↑   Col 3,1-4, su La Parola - La Sacra Bibbia in italiano in Internet.
40. ↑   Col 3,5-14, su La Parola - La Sacra Bibbia in italiano in Internet.
41. ↑   Col 3,23, su La Parola - La Sacra Bibbia in italiano in Internet.
42. ↑   Col 4,10-14, su La Parola - La Sacra Bibbia in italiano in Internet.
43. ↑  La Bibbia, edizioni San Paolo, 2009.